# بونکی
بونکی (به ژاپنی: 文亀 Bunki) نام یک عصر تاریخی ژاپنی بود. این عصر بعد از میئو و قبل از ایشو (دوره موروماچی) قرار داشت و از فوریه ۱۵۰۱ تا فوریه ۱۵۰۴ میلادی به طول انجامید. در طی این عصر امپراتور گو-کاشیوابارا امپراتور ژاپن بود.